# القمة الإسلامية 1987
مؤتمر القمة الإسلامي الخامس (29 - 26 يناير ‌‌1987م)، عُقد في الكويت، بعنوان «دورة التضامن الإسلامي».

## أبرز القرارات
- التأكيد على أن قضية فلسطين هي جوهر الصراع العربي الإسرائيلي، وأن السلام العادل والشامل في المنطقة لا يمكن أن يقوم إلا على أساس انسحاب العدو الصهيوني الكامل وغير المشروط من جميع الأراضي الفلسطينية والعربية المحتلة، واستعادة الحقوق الوطنية الثابتة للشعب الفلسطيني.
- إدانة الاحتلال الإسرائيلي لأراضٍ لبنانية.
- رفض إنتاج إسرائيل وحيازتها أسلحة نووية.
- إقرار مشروع النظام الأساسي لمحكمة العدل الإسلامية الدولية.